# Štitkovo
Štitkovo (Servisch cyrillisch Штитково) is een plaats in de Servische gemeente Nova Varoš. De plaats telt 130 inwoners (2002).